# Dactylopsylla bluei
Dactylopsylla bluei är en loppart som först beskrevs av C.Fox 1909.  Dactylopsylla bluei ingår i släktet Dactylopsylla och familjen fågelloppor.

## Underarter
Arten delas in i följande underarter:
- D. b. bluei
- D. b. psila